# Tramway d'Irkoutsk
Le tramway d'Irkoutsk (en russe : Иркутский трамвай) — un des systèmes de transport en commun d'Irkoutsk (Sibérie, Russie).
Ce système est ouvert depuis le 3 août 1947.

## Le réseau
Le réseau possède cinq lignes :

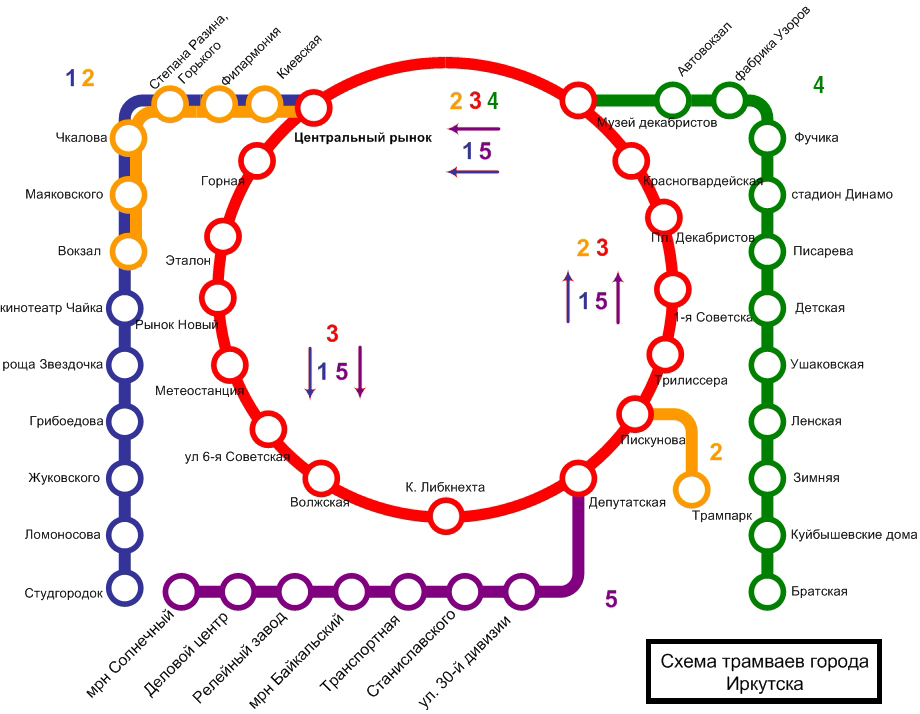
Le réseau de tramway d'Irkoutsk (en russe)

- 1 — Stoudgorodok (la petite ville des étudiants) — la rue Volzhskay
- 2 — La gare centrale — Dépôt de tramway
- 3 — Le marché central — la rue Volzhskay
- 4 — Le marché central — le quartier des ouvriers
- 5 — Le marché central — le quartier solaire

| Non. | Destinations                 | Itinéraire | Note                  |
| ---- | ---------------------------- | --- | --------------------- |
| 1    | Voljskaïa - Campus           | Piskunova - 1er Soviet - Marché Central - Lénine - Gare Retour par Lénine – Marché central – Station météo                      |                       |
| 2    | Trampark - Gare              | Piskunov - 1er Soviet - Marché Central - Lénine                                                                                 |                       |
| 3    | Voljskaïa — Voljskaïa        | Station météo - Marché central - 1ère Sovietskaïa - Piskounova                                                                  | itinéraire circulaire |
| 4    | Bratskaïa - Marché Central   | Lenskaïa - Stade Dynamo - Gare routière                                                                                         |                       |
| 4a   | Bratskaïa - Gare             | Lenskaya - Stade Dynamo - Gare routière - Marché central - Lénine                                                               |                       |
| 5    | M / d Solnetchni - Voljskaïa | Usine de relais - Piskounova - 1ère Sovietskaïa - Marché central - Station météo Retour par Karl Liebknecht - Usine de relais   |                       |
| 6    | Voljskaïa - M / r Solnetchni | Station météo - Marché central - 1ère Sovietskaïa - Piskpunova - Usine de relais Retour par l'usine de relais - Karl Liebknecht |                       |